# Nocaima
Nocaima là một khu tự quản thuộc tỉnh Cundinamarca, Colombia. Thủ phủ của khu tự quản Nocaima đóng tại Nocaima Khu tự quản Nocaima có diện tích ki lô mét vuông. Đến thời điểm ngày 28 tháng 5 năm 2005, khu tự quản Nocaima có dân số 9489 người.